# Bilke
Bilke (ukránul: Білки [Bilki]) falu Ukrajnában, Kárpátalján, a Huszti járásban. A település Bilke községhez tartozik, annak székhelye.

## Fekvése
A Huszti járásban, Ilosvától keletre, a Borzsa folyó mellett, Cserhalom és Zárnya között fekvő település.

## Története
Bilke nevét az oklevelek 1338-ban említették először Bylke alakban.
1338-ban Károly Róbert király a vlach Bilkei Karachun részére megjáratta Bilke határát, mely magába foglalta délen a később telepített Lukova, Misztice és Gázló területét is.
A 14. században a Bilkey család birtoka volt, majd a Gorzó, Lipcsey, Ilosvay és a Zékány családok voltak a birtokosai.
A 19. században már népes település volt, mezővárosi ranggal, környékén vasércbányákkal, vashámorral és mészégetőkkel.
A trianoni békeszerződés előtt előtt Bereg vármegye Felvidéki járásához tartozott.
A település határában a 20. században vasércbánya is működött.

## Nevezetességek
- Református temploma.
- A település közelében a kustánfalvi kultúrához tartozó kurgánok találhatók, melyeket 1949-ben tártak fel.

## Ismert személyek
- Itt született Bencze György (1885–1946) iparos, magyar országgyűlési és kárpátaljai tartománygyűlési képviselő.
- Itt született Radics Jenő (1889–1951) zeneszerző és dalszövegíró (Az esküvődön én is ott leszek című dala az 1930-as években nagy sláger volt).